# Chen Xiang
Chen Xiang (chino: 陈翔, pinyin: Chen Xiang, nacido el 13 de diciembre de 1989 en Tianshui, Gansu) es un cantante pop chino. Participó en un concurso de canto llamado "Super Boy" a nivel nacional en 2010. En 2011, lanzó su primer álbum titulado "Chu Gao Bai". 

## Vid personal
En el 2017 se reveló que estaba saliendo con la actriz Mao Xiaotong, sin embargo la relación terminó en octubre del 2017.

## Carrera
Chen Xiang ha participado en un concurso de canto llamado "Super Boy" a nivel nacional en 2010, en la que se posicinó en el 5 º lugar y ganando su fama en China. En 2011, lanzó su primer álbum, titulado "Chu Gao Bai".
Cuenta con más de 555.555 fanes en su Weibo. Su canción titulado "Huo Yan", extraído de su álbum de compilación "Super Boys 2010", ha sido una de las más escuchadas por 13 millones de veces. Aunque su música también conquistó al público infantil ya que se ganó también la admiración de muchos niños, pero eso no ha impedido a que Chen Xiang se convierta en la mayor sorpresa de una competicia musical en sun natal China.

## Discografía

### Álbum
- Chu Gao Bai (2012)
- Confession (first EP, 2011)[3]

### Miniálbum
- Chu Gao Bai (2011)

## Filmografía

### Series de televisión
- Dandelion Love (2020-)
- The Mysterious Team (2019)
- I'm Not An Agent (2019)
- Meet in Youth Love in Foods (2018)
- A Step into the Past (2018)
- Magic Star (2017)
- The Whirlwind Girl 2 (2016)
- Eastern Battlefield (2016)
- The Adventure For Love (2016)
- The Whirlwind Girl (2015)
- Love Weaves Through a Millennium (2015)
- The Romance of the Condor Heroes (2014)
- Cosmetology High (2014)
- Lady's House (2014)
- Scarlet Heart 2 (2014)
- Runaway Sweetheart (2013)
- Secret Angel (2012)

### Películas
- Love Transplantation (2012)
- Freakout (2012)

### Programas de variedades
- The Inn 3 (2019) - miembro.
- Actors Please Take Your Place - 9 Years (2019) - miembro.
- Happy Camp (2013, 2015, 2017-2019) - 7 episodios - invitado.
- The Inn 2 (2018) - invitado, ep.3 y 13
- PhantaCity (2018) - invitado, ep.6
- Who's the Keyman? (2018) - invitado, ep.13
- The Inn (2017) - miembro.
- Run for Time: Season One (2015) - invitado.